# Diócesis de Trois-Rivières
La diócesis de Trois-Rivières (en latín: Dioecesis Trifluvianen(sis) in Canada y en francés: Diocèse de Trois-Rivières) es una circunscripción eclesiástica latina de la Iglesia católica en Canadá, sufragánea de la arquidiócesis de Quebec. La diócesis tiene al obispo Martin Laliberté, P.M.E. como su ordinario desde el 14 de marzo de 2022. 

## Territorio y organización
La diócesis tiene 34 956 km² y extiende su jurisdicción sobre los fieles católicos de rito latino residentes en la región administrativa de Mauricie en la provincia de Quebec.
La sede de la diócesis se encuentra en la ciudad de Trois-Rivières, en donde se halla la Catedral de la Asunción.
En 2020 en la diócesis existían 62 parroquias.

## Historia
La diócesis fue erigida el 8 de junio de 1852 con la bula Universi Dominici gregis del papa Pío IX, obteniendo el territorio de la arquidiócesis de Quebec.
El 28 de agosto de 1874 cedió una porción de su territorio para la erección de la diócesis de Sherbrooke (hoy arquidiócesis de Sherbrooke) mediante el breve Arcano divinae del papa Pío IX.
El 11 de julio de 1882 cedió una porción de su territorio para la erección del vicariato apostólico de Pontiac (hoy diócesis de Pembroke) mediante el breve Silvicolarum praesertim del papa León XIII.
El 10 de julio de 1885 cedió otra porción de su territorio para la erección de la diócesis de Nicolet mediante el breve Quae catholico nomini del papa León XIII.
El 31 de mayo de 2007 se amplió para incluir territorios que antes pertenecían a la diócesis de Amos.

## Estadísticas
De acuerdo al Anuario Pontificio 2021 la diócesis tenía a fines de 2020 un total de 230 790 fieles bautizados.
| Año                                                                             | Población            | Población | Población      | Sacerdotes | Sacerdotes    | Sacerdotes    | Bautizados por sacerdote | Diáconos permanentes | Religiosos | Religiosos | Parroquias |
| Año                                                                             | Bautizados católicos | Total     | % de católicos | Total      | Clero secular | Clero regular | Bautizados por sacerdote | Diáconos permanentes | Varones    | Mujeres    | Parroquias |
| ------------------------------------------------------------------------------- | -------------------- | --------- | -------------- | ---------- | ------------- | ------------- | ------------------------ | -------------------- | ---------- | ---------- | ---------- |
| 1950                                                                            | 181 973              | 184 829   | 98.5           | 327        | 238           | 89            | 556                      |                      | 495        | 1525       | 83         |
| 1966                                                                            | 241 380              | 244 693   | 98.6           | 406        | 300           | 106           | 594                      |                      | 449        | 1727       | 92         |
| 1970                                                                            | 236 909              | 240 953   | 98.3           | 424        | 306           | 118           | 558                      |                      | 448        | 1623       | 97         |
| 1976                                                                            | 227 755              | 230 291   | 98.9           | 367        | 256           | 111           | 620                      |                      | 366        | 1393       | 97         |
| 1980                                                                            | 242 000              | 245 000   | 98.8           | 333        | 234           | 99            | 726                      | 2                    | 334        | 1232       | 97         |
| 1990                                                                            | 256 930              | 261 491   | 98.3           | 286        | 181           | 105           | 898                      | 15                   | 288        | 974        | 94         |
| 1999                                                                            | 249 919              | 253 855   | 98.4           | 243        | 159           | 84            | 1028                     | 26                   | 175        | 723        | 91         |
| 2000                                                                            | 251 210              | 255 647   | 98.3           | 218        | 134           | 84            | 1152                     | 28                   | 165        | 696        | 91         |
| 2001                                                                            | 251 210              | 255 647   | 98.3           | 214        | 129           | 85            | 1173                     | 29                   | 177        | 696        | 85         |
| 2002                                                                            | 250 327              | 256 208   | 97.7           | 208        | 127           | 81            | 1203                     | 31                   | 173        | 628        | 84         |
| 2003                                                                            | 247 971              | 251 658   | 98.5           | 203        | 121           | 82            | 1221                     | 31                   | 155        | 593        | 84         |
| 2004                                                                            | 247 999              | 250 715   | 98.9           | 193        | 116           | 77            | 1284                     | 33                   | 152        | 578        | 66         |
| 2010                                                                            | 245 108              | 248 274   | 98.7           | 173        | 98            | 75            | 1416                     | 30                   | 136        | 404        | 63         |
| 2014                                                                            | 255 000              | 265 300   | 96.1           | 146        | 85            | 61            | 1746                     | 32                   | 123        | 331        | 62         |
| 2017                                                                            | 263 780              | 274 300   | 96.2           | 138        | 87            | 51            | 1911                     | 30                   | 98         | 303        | 62         |
| 2020                                                                            | 230 790              | 237 165   | 97.3           | 119        | 67            | 52            | 1939                     | 31                   | 90         | 282        | 62         |
| Fuente: Catholic-Hierarchy, que a su vez toma los datos del Anuario Pontificio. |                      |           |                |            |               |               |                          |                      |            |            |            |

## Episcopologio
- Thomas Cooke † (8 de junio de 1852-30 de abril de 1870 falleció)
- Louis-François Richer detto Laflèche † (30 de abril de 1870 por sucesión-14 de julio de 1898 falleció)
- François-Xavier Cloutier † (8 de mayo de 1899-18 de septiembre de 1934 falleció)
- Alfred-Odilon Comtois † (24 de diciembre de 1934-26 de agosto de 1945 falleció)
- Maurice Roy † (22 de febrero de 1946-2 de junio de 1947 nombrado arzobispo de Quebec)
- Georges Léon Pelletier † (26 de julio de 1947-31 de octubre de 1975 renunció)
- Laurent Noël (8 de noviembre de 1975-21 de noviembre de 1996 retirado)
- Martin Veillette (21 de noviembre de 1996-2 de febrero de 2012 retirado)
- Joseph Luc André Bouchard (2 de febrero de 2012-25 de enero de 2021 renunció)
- Martin Laliberté, P.M.E., desde el 14 de marzo de 2022